# أسامة عبد الرحيم
أسامة عبد الرحيم ( 1968م -) هو فنان سعودي من مواليد مدينة الطائف. بدأ أسامة عبد الرحيم مشواره الفني عام 1985م من خلال مهرجان دانة الغنائي. يعتبر أسامة من الفنانين الذين اختفوا عن الساحة الفنية لفترة طويلة.

## أعماله الغنائية
- ألبوم سرى صوت من ألحان عبد الرب إدريس.[3]
- ألبوم سوالف ليل من كلمات صالح الشادي، وألحان أسامة عبد الرحيم.
- ألبوم أشرد من همومي من ألحان أسامة عبد الرحيم.[4]
- أغنية هبوا بني الإسلام الوطنية خلال حرب الخليج. من ألحان غازي علي وكلمات هاشم أمير.
- أغنية  يا ليوث الحرب كلمات عبد الله الفيصل بن عبد العزيز آل سعود.
- له العديد من الأعمال الغنائية لمشاهير الغناء في العالم العربي.

## ابتعاده عن الساحة الفنية
ضحى أسامة بالكثير من الشهرة الفنية من أجل الاهتمام بتعليمه. في البداية ابتعد أسامة عن دراسته الجامعية بجامعة الملك عبد العزيز، وكان تخصصه الإنجليزي. ثم التحق أسامة بالعديد من الدورات الدراسية، منها شهادة مايكروسوفت العالمية في هندسة النظم. وفي عام 2001م التحق أسامة بالجامعة الأمريكية في لندن لإكمال دراسته الجامعية في تخصص هندسة الحاسوب.

## مشاركاته في المهرجانات الفنية
- مهرجان دانة الغنائي في عام 1985م.
- مهرجان الوافي الغنائي في عام 1999م.

## وصلات خارجية
- موقع أسامة عبد الرحيم